# Ralph le loup et Sam le chien
Ralph le loup et Sam le chien (Ralph Wolf and Sam Sheepdog) sont des personnages des cartoons Looney Tunes. Créés par Chuck Jones, leur première apparition date de 1953 dans le dessin animé Un coyote dans la bergerie (Don't Give Up the Sheep).

## Histoire
Inspiré par le dessin animé de Friz Freleng The Sheepish Wolf sorti une décennie plus tôt (17 octobre 1942),  Chuck Jones créé Ralph et Sam pour une série de courts métrages. Le premier d'entre eux est Un coyote dans la bergerie, sorti le 3 janvier 1953.
Le dessin animé s'est avéré être un succès, incitant Jones à répéter la formule à cinq reprises entre 1954 et 1962. En 1963, les anciens animateurs de Jones Phil Monroe et Richard Thompson ont également joué le duo dans leur dessin animé Woolen Under Where.
La série est construite autour de l'idée satirique que Ralph et Sam sont des cols bleus qui ne font que leur travail. La plupart des dessins animés commencent au début de leur journée de travail, au cours de laquelle ils arrivent tous les deux avec des paniers-repas dans une prairie remplie de moutons, échangent des bavardages agréables et actionnent la même pointeuse. Le travail ayant officiellement commencé avec le sifflet du matin à 8 h, Ralph essaie à plusieurs reprises d'enlever un mouton sans défense et échoue invariablement, soit par sa propre ineptie, soit par les efforts minimes mais bien planifiés de Sam, qui punit toujours brutalement Ralph pour cette tentative. Dans de nombreux cas, il existe également plusieurs copies de Ralph et en particulier de Sam.
Au coup de sifflet de fin de journée à 17 h (ou parfois 18 h), Ralph et Sam sortent leur fiche de pointage, discutent à nouveau amicalement et partent, probablement pour revenir le lendemain et recommencer, ou parfois continuer là où ils s'étaient arrêtés la veille. Ralph et Sam sont interprétés par le doubleur Mel Blanc. Dans A Sheep In The Deep, la journée de travail est interrompue par une pause déjeuner, qu'ils conduisent également à l'amiable. L'action semble se dérouler 24 heures sur 24, car lorsque Ralph et Sam finissent leur journée, ils peuvent rencontrer leurs remplaçants nocturnes, Fred et George.

## Filmographie

### 1953
- Un coyote dans la bergerie (Don't Give Up the Sheep)

### 1954
- Équipe de jour, équipe de nuit (Sheep Ahoy)

### 1955
- Peut-on paître en paix (Double or Mutton)

### 1957
- Un boulot harassant (Steal Wool)

### 1960
- À vos marques, prêts, partez (Ready, Woolen and Able)

### 1962
- Pas d'heure pour aller chasser (A Sheep in the Deep)

### 1963
- Le travail, c’est la santé (Woolen Under Where)

## Produits dérivés
Les deux personnages sont les protagonistes du jeu vidéo Une faim de loup développé par Infogrames et commercialisé sur la console PlayStation en 2001.